# Stefania Neonato
Stefania Neonato (Trente, ca. 1980) Is een Italiaans piano- en pianofortespeler.

## Levensloop
Neonato behaalde haar diploma aan het Conservatorium van haar geboortestad en studeerde literatuur aan de Universiteit van Trente.
Ze studeerde piano bij Alexander Lonquich en Riccardo Zadra. Ze behaalde een Master in pianoforte aan de Imola International Academy onder Stefano Fiuzzi. Ze werd doctor in de muziekkunst met een studie over de historische uitvoeringspraktijk aan de Cornell University – New York, met Malcolm Bilson als haar promotor.
In 2007 werd ze laureate van het internationaal pianoforteconcours, in het kader van het Festival Oude Muziek in Brugge. Ze won er ook de publieksprijs. Ze gaf sindsdien recitals in menig festival zoals in Brugge, Musica Antiqua - Graz, Styriarte - Nantes, Printemps des Arts - Rovereto, Mozart Festival - Brussel, Klarafestival - Knechtsteden, Festival Alte Musik. Verder concerteerde ze in Münster, Erbdrostenhof - Bologna, Accademia Filarmonica - Brescia, Teatro Grande - Florence, Accademia B. Cristofori - Padua, Amici della Musica - Madrid, Juan March Foundation).
Ze schrijft artikels en kritieken voor Early Music (Oxford Journals) en voor Keyboard Perspectives (Cornell). Haar onderzoekswerk, dat zich toespitst op de pianoesthetiek in de negentiende eeuw, werd gepresenteerd aan Columbia University (New York), McGill University (Montreal), Bruford College (London) en Cornell University.
In haar persoonlijke collectie van piano's treft men aan: een fortepiano Conrad Graf (1819), een replica van een Walter u. Söhne (1805) door Paul McNulty (2008), een Böhm (1827), een Pleyel en een Erard (1853) en een  Steinway & Sons (1919).